# Rugby a 15 nel 2012

## Attività internazionale
| Torneo                                                 | Edizione                    | Campione      |
| ------------------------------------------------------ | --------------------------- | ------------- |
| Rugby Championship                                     | The Rugby Championship 2012 | Nuova Zelanda |
| Sei Nazioni                                            | Sei Nazioni 2012            | Galles        |
| Sei Nazioni femminile                                  | Sei Nazioni femminile 2012  | Inghilterra   |
| Sudamericano                                           | Sudamericano 2012           | Argentina A   |
| Pacific Nations Cup                                    | Pacific Nations Cup 2012    | Giappone      |
| Campionato europeo                                     | Campionato europeo 2010-12  | Georgia       |
| Campionato europeo femminile                           | Trofeo femminile FIRA 2012  |               |
| Per maggiori dettagli vai alle voci dei singoli tornei |                             |               |

## Attività di club
| Nazione                                                | Torneo                    | Stagione                    | Campione   |
| ------------------------------------------------------ | ------------------------- | --------------------------- | ---------- |
| -                                                      | Heineken Cup              | Heineken Cup 2011-12        | Leinster   |
| -                                                      | European Challenge Cup    | Challenge Cup 2011-12       | Biarritz   |
| Australia Nuova Zelanda Sudafrica                      | Super Rugby               | Super Rugby 2012            | Chiefs     |
| Galles Irlanda Italia Scozia                           | Pro12                     | Pro12 2011-12               | Ospreys    |
| Argentina                                              | Campionato argentino      | Campionato argentino 2012   |            |
| Brasile                                                | Super 10                  | Super 10 2012               | São José   |
| Francia                                                | Top 14                    | Top 14 2011-12              | Tolosa     |
| Inghilterra                                            | English Premiership       | Premiership 2011-12         | Harlequins |
| Inghilterra Galles                                     | Coppa Anglo-Gallese       | Coppa Anglo-Gallese 2011-12 | Leicester  |
| Italia                                                 | Eccellenza                | Eccellenza 2011-12          | Calvisano  |
| Italia                                                 | Trofeo Eccellenza         | Trofeo Eccellenza 2011-12   | Calvisano  |
| Nuova Zelanda                                          | ITM Cup                   | ITM Cup 2012                |            |
| Romania                                                | SuperLiga                 | SuperLiga 2011-12           |            |
| Russia                                                 | Professional Rugby League | Campionato 2011-12          |            |
| Spagna                                                 | División de Honor         | División de Honor 2011-12   |            |
| Sudafrica                                              | Currie Cup                | Currie Cup 2012             |            |
| Sudafrica                                              | Vodacom Cup               | Vodacom Cup 2012            |            |
| Per maggiori dettagli vai alle voci dei singoli tornei |                           |                             |            |